# Diskografija Wilca
Diskografija Wilca, američkog alt-rock sastava, sastoji se od sedam studijskih albuma, osam singlova, koncertnog albuma, tri suradnje i pet EP-ova.
Nakon raspada Uncle Tupela, prva tri studijska albuma sastava objavljena su u izdanju Reprise Recordsa. Tijekom snimanja četvrtog studijskog albuma, Yankee Hotel Foxtrot, Reprise je otkazao ugovor sastavu. 2002. godine potpisali su za još jednu podružnicu Warner Bros. Recordsa, Nonesuch Records, u čijem su izdanju objavili sva kasnija izdanja. Wilco je s Billyjem Braggom snimio kolekciju pjesama Woodyja Guthrieja te se pojavio pod nazivom The Minus 5 na njihovu albumu Down with Wilco.

## Albumi
| Datum               | Naslov                              | Formati                          | Pozicije na ljestvicama | Pozicije na ljestvicama | Pozicije na ljestvicama | Pozicije na ljestvicama | Pozicije na ljestvicama | Pozicije na ljestvicama | Pozicije na ljestvicama | Prodaja  | Certifikacije |
| Datum               | Naslov                              | Formati                          | SAD                     | SAD (rock)              | UK                      | NOR                     | AUS                     | NZ                      | IRS                     | Prodaja  | SAD           |
| ------------------- | ----------------------------------- | -------------------------------- | ----------------------- | ----------------------- | ----------------------- | ----------------------- | ----------------------- | ----------------------- | ----------------------- | -------- | ------------- |
| 28. ožujka 1995.    | A.M.                                | CD, vinil                        | —                       | —                       | —                       | —                       | —                       | —                       | —                       | 150.000+ |               |
| 29. listopada 1996. | Being There                         | CD, vinil                        | 73                      | —                       | —                       | —                       | —                       | —                       | —                       | 300.000+ |               |
| 9. ožujka 1999.     | Summerteeth                         | CD, vinil                        | 78                      | —                       | 38                      | —                       | —                       | —                       | —                       | 200.000+ |               |
| 23. travnja 2002.   | Yankee Hotel Foxtrot                | CD, vinil, digitalno preuzimanje | 13                      | —                       | 40                      | —                       | —                       | —                       | —                       | 590.000+ | zlatna        |
| 22. lipnja 2004.    | A Ghost Is Born                     | CD, vinil, digitalno preuzimanje | 8                       | —                       | 50                      | 24                      | —                       | 33                      | 37                      | 340.000+ |               |
| 15. studenog 2005.  | Kicking Television: Live in Chicago | CD, vinil, digitalno preuzimanje | 47                      | —                       | 163                     | —                       | —                       | —                       | —                       | 114.000+ |               |
| 15. svibnja 2007.   | Sky Blue Sky                        | CD, vinil, digitalno preuzimanje | 4                       | —                       | 39                      | 7                       | 23                      | 32                      | 23                      | 210.000+ |               |
| 30. lipnja 2009.    | Wilco (The Album)                   | CD, vinil, digitalno preuzimanje | 4                       | 2                       | 49                      | 12                      | —                       | 26                      | 27                      | 99.000+  |               |

## Suradnje
| Datum             | Naslov                                      | Formati                          | Pozicije na ljestvicama | Pozicije na ljestvicama | Pozicije na ljestvicama | Pozicije na ljestvicama | Pozicije na ljestvicama | Pozicije na ljestvicama | Pozicije na ljestvicama | Prodaja  | Certifikacije |
| Datum             | Naslov                                      | Formati                          | SAD                     | SAD (rock)              | UK                      | NOR                     | AUS                     | NZ                      | IRS                     | Prodaja  | SAD           |
| ----------------- | ------------------------------------------- | -------------------------------- | ----------------------- | ----------------------- | ----------------------- | ----------------------- | ----------------------- | ----------------------- | ----------------------- | -------- | ------------- |
| 23. lipnja 1998.  | Mermaid Avenue (s Billyjem Braggom)         | CD, vinil                        | 90                      | —                       | 34                      | —                       | —                       | —                       | —                       | 277.000+ |               |
| 30. svibnja 2000. | Mermaid Avenue Vol. II (s Billyjem Braggom) | CD, vinil                        | 88                      | —                       | 61                      | —                       | —                       | —                       | —                       |          |               |
| 25. veljače 2003. | Down with Wilco                             | CD, vinil, digitalno preuzimanje | —                       | —                       | —                       | —                       | —                       | —                       | —                       |          |               |
| 29. rujna 2009.   | 7 Worlds Collide: The Sun Came Out          | CD, vinil, digitalno preuzimanje |                         |                         |                         |                         |                         |                         |                         |          |               |

## EP-ovi
| Datum             | Naslov                     | Formati                     | Bilješke |
| ----------------- | -------------------------- | --------------------------- | --- |
| Prosinac 1997.    | All Over the Place EP      | Promotivno 10-inčno izdanje | Promotivno vinilno izdanje |
| 23. travnja 2003. | More Like the Moon         | CD, digitalno preuzimanje   | Poznat i kao Australian EP i Bridge EP; slobodno digitalno preuzimanje uz kupnju Yankee Hotel Foxtrota                                                         |
| 2. studenog 2004. | The Wilco Book EP          | CD                          | Demosnimke i eksperimentalne pjesme sa snimanja A Ghost Is Born; u paketu s The Wilco Book                                                                     |
| 2005.             | A Ghost Is Born (bonus EP) | digitalno preuzimanje       | Poznat i kao Panthers EP; slobodno preuzimanje uz kupnju A Ghost Is Born                                                                                       |
| 15. svibnja 2007. | Sky Blue Sky EP            | CD                          | Prvotno dostupan uz kupnju Sky Blue Sky u nezavisnim glazbenim trgovinama. Ponovno objavljen tijekom europskog dijela turneje Sky Blue Sky s dodatnim pjesmama |

## Singlovi
| Godina | Pjesma                   | Pozicije na ljestvicama | Pozicije na ljestvicama | Pozicije na ljestvicama | Pozicije na ljestvicama | Pozicije na ljestvicama | Album                |
| Godina | Pjesma                   | Mainstream Rock (SAD)   | Modern Rock (SAD)       | Rock Songs (SAD)        | Triple A (SAD)          | UK Singles Chart        | Album                |
| ------ | ------------------------ | ----------------------- | ----------------------- | ----------------------- | ----------------------- | ----------------------- | -------------------- |
| 1995.  | "Box Full of Letters"    | —                       | —                       | —                       | —                       | —                       | A.M.                 |
| 1997.  | "Outtasite (Outta Mind)" | 22                      | 39                      | —                       | 16                      | 120                     | Being There          |
| 1999.  | "Can't Stand It"         | —                       | —                       | —                       | —                       | 67                      | Summerteeth          |
| 1999.  | "A Shot in the Arm"      | —                       | —                       | —                       | —                       | 120                     | Summerteeth          |
| 2002.  | "War on War"             | —                       | —                       | —                       | —                       | 115                     | Yankee Hotel Foxtrot |
| 2004.  | "I'm a Wheel"            | —                       | —                       | —                       | —                       | 85                      | A Ghost Is Born      |
| 2009.  | "You Never Know"         | —                       | —                       | 40                      | 1                       | —                       | Wilco (The Album)    |
| 2009.  | "You and I"              | —                       | —                       | —                       | 32                      | —                       | Wilco (The Album)    |

## B-strane
| Godina | Pjesma                               | A-strana                 | Bilješke                 |
| ------ | ------------------------------------ | ------------------------ | ------------------------ |
| 1995.  | "I Am Not Willing"                   | "Box Full of Letters"    | Obrada Moby Grapea       |
| 1995.  | "Casino Queen (live)"                | "Box Full of Letters"    |                          |
| 1995.  | "Who Were You Thinkin' Of (live)"    | "Box Full of Letters"    | Obrada Texas Tornadosa   |
| 1997.  | "Thirteen"                           | "Outtasite (Outta Mind)" | Obrada Big Stara         |
| 1997.  | "Blasting Fonda"                     | "Outtasite (Outta Mind)" |                          |
| 1999.  | "Student Loan Stereo"                | "Can't Stand It"         |                          |
| 1999.  | "Tried and True"                     | "Can't Stand It"         |                          |
| 1999.  | "Sunken Treasure (solo acoustic)"    | "Can't Stand It"         |                          |
| 1999.  | "I'm Always In Love (solo acoustic)" | "Can't Stand It"         |                          |
| 1999.  | "Via Chicago (demo version)"         | "A Shot in the Arm"      |                          |
| 1999.  | "She's a Jar (demo version)"         | "A Shot in the Arm"      |                          |
| 1999.  | "ELT (demo version)"                 | "A Shot in the Arm"      |                          |
| 1999.  | "True Love Will Find You in the End" | "A Shot in the Arm"      | Obrada Daniela Johnstona |
| 2002.  | "The Good Part"                      | "War on War"             |                          |
| 2002.  | "I'm the Man Who Loves You (live)"   | "War on War"             |                          |
| 2004.  | "Kicking Television"                 | "I'm a Wheel"            |                          |
| 2009.  | "Unlikely Japan"                     | "You Never Know"         |                          |

## Ostalo
Ove se pjesme nisu pojavile na službenim albumima Wilca. Pjesma "The T.B. is Whipping Me", duet s Sydom Strawom, bilo je prvo izdanje Wilca uopće.
| Godina | Pjesma                         | Album | Bilješke                                                   |
| ------ | ------------------------------ | --- | ---------------------------------------------------------- |
| 1994.  | "The T.B. is Whipping Me"      | Red Hot + Country | sa Sydom Strawom; obrada pjesme Ernesta Tubba              |
| 1995.  | "Childlike and Evergreen"      | Soil Samples 7" | Promotivni singl s Poster Children                         |
| 1996.  | "Burned"                       | Soundtrack I Shot Andy Warhol                                                                                          | Obrada pjesme Buffalo Springfielda                         |
| 1997.  | "Promising"                    | 10-inčni promotivni album All Over the Place za soundtrack Chelsea Walls                                               | Snimljena u Easley Studios u Memphisu 1994.                |
| 1997.  | "Don't You Honey Me"           | 10-inčni promotivni album All Over the Place                                                                           | Snimljena u Warzoneu u Chicagu 1996.                       |
| 1999.  | "100 Years From Now"           | Return of the Grievous Angel: A Tribute to Gram Parsons                                                                | Obrada pjesme The Byrdsa iz 1968.                          |
| 2000.  | "Any Major Dude Will Tell You" | Soundtrack za Ja, ja i Irena.                                                                                          | Obrada pjesme Steely Dana iz 1974.                         |
| 2002.  | "Cars Can't Escape"            | Ponuđena za besplatno preuzimanje na Wilcoworld.net za vlasnike albuma Yankee Hotel Foxtrot.                           |                                                            |
| 2002.  | "When the Roses Bloom Again"   | Soundtrack za Chelsea Walls.                                                                                           | Sa snimanja Mermaid Avenue.                                |
| 2003.  | "Old Maid"                     | You Can Never Go Fast Enough: počasni album za film Two-Lane Blacktop.                                                 |                                                            |
| 2003.  | "Let Me Come Home"             | Amos House Collection, Vol. 3, dobrotvorni album za Amos House.                                                        |                                                            |
| 2004.  | "Just a Kid"                   | The SpongeBob SquarePants Movie: Music From the Movie and More.                                                        | Autori: Jeff & Spencer Tweedy.                             |
| 2007.  | "Let's Not Get Carried Away"   | iTunes verzija sa Sky Blue Sky                                                                                         |                                                            |
| 2007.  | "The Thanks I Get"             | Dostupna za besplatno preuzimanje vlasnicima albuma Sky Blue Sky.                                                      | Korištena u Volkswagenovoj reklami.                        |
| 2007.  | "One True Vine"                | Bonus EP uz Sky Blue Sky                                                                                               |                                                            |
| 2008.  | "I Shall Be Released"          | Ponuđena za besplatno preuzimanje obožavateljima koji obećaju da će glasovati na predsjedničkim izborima u SAD-u 2008. | Suradnja s Fleet Foxes. Obrada pjesme Boba Dylana iz 1967. |
| 2008.  | "Glad It's Over"               | Originalni soundtrack za televizijsku seriju Heroji.                                                                   |                                                            |
| 2009.  | "The Jolly Banker"             | Dostupna za besplatno preuzimanje uz donaciju dva dolara Woody Guthrie Foundation.                                     | Obrada pjesme Woodieja Guthrieja iz 1940.                  |
| 2009.  | "Dark Neon"                    | Dostupna na iTunesu uz narudžbu albuma Wilco (The Album).                                                              |                                                            |

## Videografija
| Godina | DVD                                                 | Bilješke                                                                                       |
| ------ | --------------------------------------------------- | ---------------------------------------------------------------------------------------------- |
| 1999.  | Man in the Sand                                     | Dokumentarac o snimanju Mermaid Avenue.                                                        |
| 2002.  | I Am Trying to Break Your Heart: A Film About Wilco | Crnobijeli dokumentarac redatelja Sama Jonesa.                                                 |
| 2007.  | Shake It Off                                        | Koncertni DVD uključen u paket s posebnim izdanjem albuma Sky Blue Sky.                        |
| 2009.  | Ashes of American Flags                             | Koncertni DVD snimljen u veljači 2008. i objavljen na Dan glazbenih trgovina 18. travnja 2009. |

## Neobjavljene pjesme
- "Alone" (Bennett/Tweedy)[31]
- "Living After Midnight" (K.K. Downing/Rob Halford/Glenn Tipton)[32]
- "Monkey Mess" (Tweedy)[33]
- "Nothing Up My Sleeve" (Bennett/Tweedy)[31]
- "Turn Around and Come Back to Me" (Tweedy)[34]
- "Let's Fight" (Tweedy)[35]

## Vanjske poveznice
- Službena stranica